# Bataille de boules de neige
Pour les articles homonymes, voir Bataille de boules de neige (homonymie).
Une bataille de boules de neige est un jeu, similaire dans ses principes à la balle aux prisonniers (bien que moins organisé), qui consiste à lancer des boules de neige sur les autres participants. Ce jeu se joue principalement lorsqu’il neige suffisamment, le plus souvent durant l'hiver.

## Déroulement
Bien que, en général, très désorganisées les batailles de boules de neige suivent souvent ces conventions:
- Une formation grossière d'équipes, souvent au nombre de deux.
- La bataille est bon enfant: aucun participant n'est visé plus que les autres et personne ne se conduit de façon malfaisante.
- Très peu de contacts physiques ont lieu, à part, rarement, de la lutte
- À l'opposé d'autres formes de combat, il n'y a pas d'intention de faire du mal
- La construction et l'utilisation de forts de neige est autorisée et, parfois, encouragée.

## Compétitions
Des compétitions sportives de boules de neige existent depuis plus de 20 ans au Japon. Surnommé la Yukigassen, le but du jeu est de défendre son drapeau afin de ne pas se le faire capturer par l’autre équipe. Chaque manche dure trois minutes et nécessite, en moyenne, 540 boules de neige. Le gagnant est l'équipe qui a réussi à prendre le drapeau de l’adversaire ou, à l'issue d'un chronométrage, qui a touché le plus de joueurs. Une compétition sportive similaire existe en Norvège dans la ville de Vardø dans le comté de Finnmark.

## Records
Les plus grandes batailles de boules de neige de tous les temps sont les suivantes :
La plus grande bataille de boules de neige s'est déroulée le 12 janvier 2013 à Seattle, dans l'État américain de Washington, où près de 6 000 personnes se sont rassemblées dans le centre-ville. 73 tonnes de neige, soit 34 remorques ont été utilisées,,.
Louvain, en Belgique, a été défini comme capitale mondiale de la Neige. Lors de la bataille du 14 octobre 2009 les étudiants de la KULeuven, avec l'aide des étudiants de l'University of Pennsylvania, ont fixé le record de l'époque avec 5 768 personnes 
Le 22 janvier 2010 à Taebaek en République de Corée, 5 387 personnes ont défini le record de l'époque.
Le 4 décembre 2009, des étudiants de l'University of Wisconsin–Madison ont fait une bataille de 4 000 personnes. La bataille a été planifiée une semaine à l'avance et a été facilitée par de fait que tous les cours ont été annulés ce jour-là à cause de 10 à 15 cm de neige. Bien qu'impressionnante, cette bataille n'a pas suffi à dépasser le record établi par l'université de Louvain deux mois plus tôt. Plusieurs incidents ont eu lieu, surtout des nez cassés et quelques cas de vandalisme.
Le 8 février 2013 près de 2 500 étudiants de l'Université de Boston ont participé à une bataille sur Boston's Esplanade. Cette bataille a été facilitée par la tempête historique Nemo.
La 6 février 2010 2 000 personnes se sont rendues au Rond-point Dupont dans  Washington D.C. pour faire une bataille de boules de neige qui avait préalablement été planifiée via Facebook et Twitter. Une demi-douzaine de voitures de police étaient stationnées autour du Rond-point Dupont durant la durée de l'événement. Seules des blessures mineures ont été rapportées.

## Batailles importantes rapportées indirectement
Durant la Guerre de Sécession le 29 janvier 1863, la plus grande bataille militaire a eu lieu dans la vallée de Rappahannock, au nord de la Virginie. La bataille a commencé avec une centaine d'hommes texans attaquant amicalement leur camp d'Arkansas. Cela a dégénéré en une bataille regroupant 9 900 personnes .
Dans ses mémoires, Samuel H. Sprott rapporte, début 1864, une bataille impliquant l'Armée du Tennessee. La bataille aurait commencé lorsque la brigade de Strahl a attaqué la brigade de la division de Breckenridge mais d'autres divisions ont été impliquées. Finalement, cette bataille aurait impliqué 500 à 600 personnes.

## Illustrations

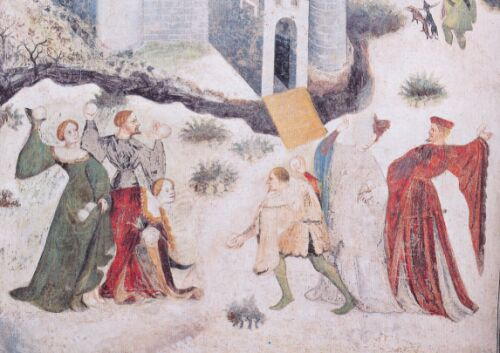
Bataille de boules de neige au Castello del Buonconsiglio vers 1400.
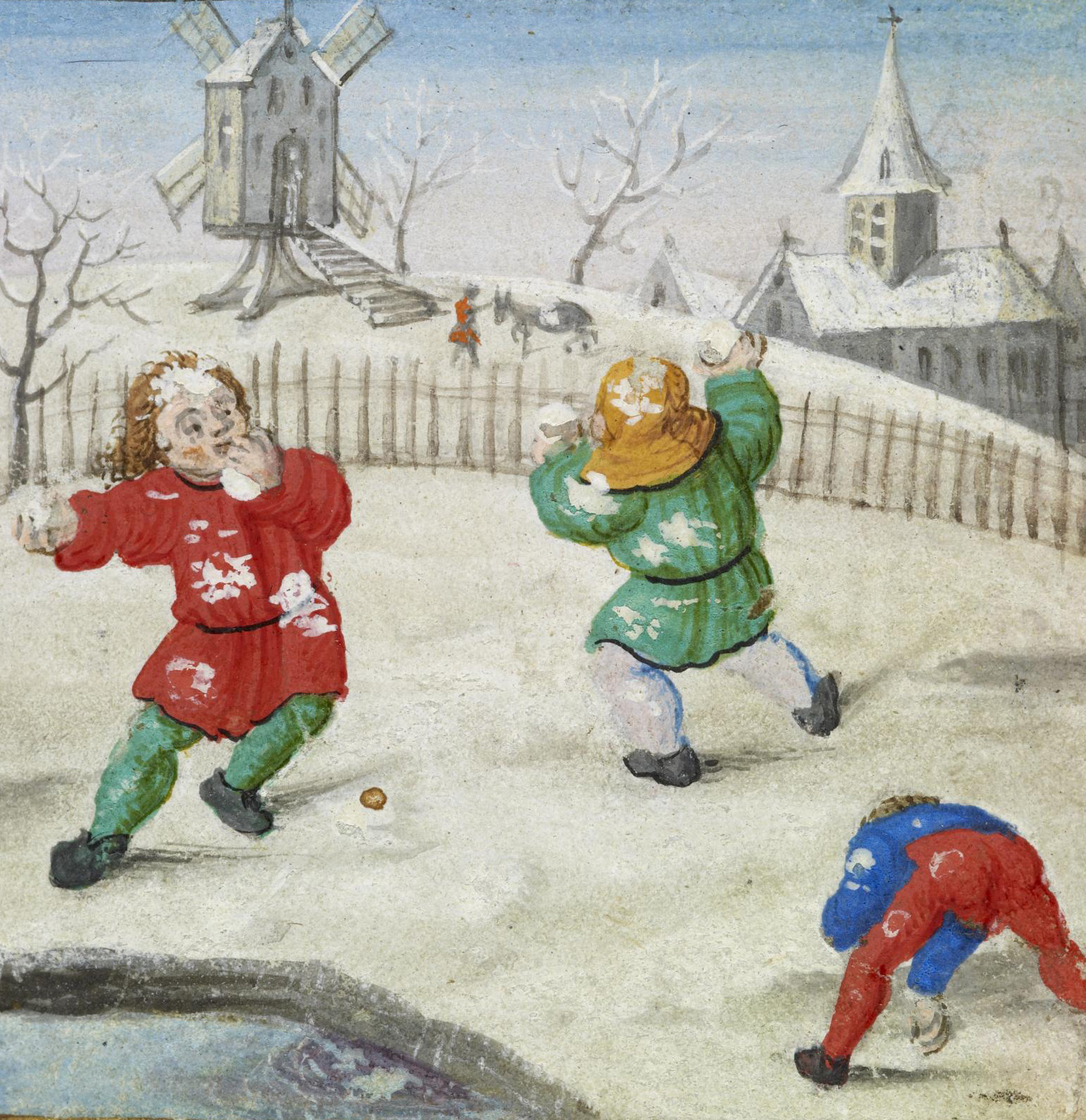
Représentation dans l'art flamand vers 1510.
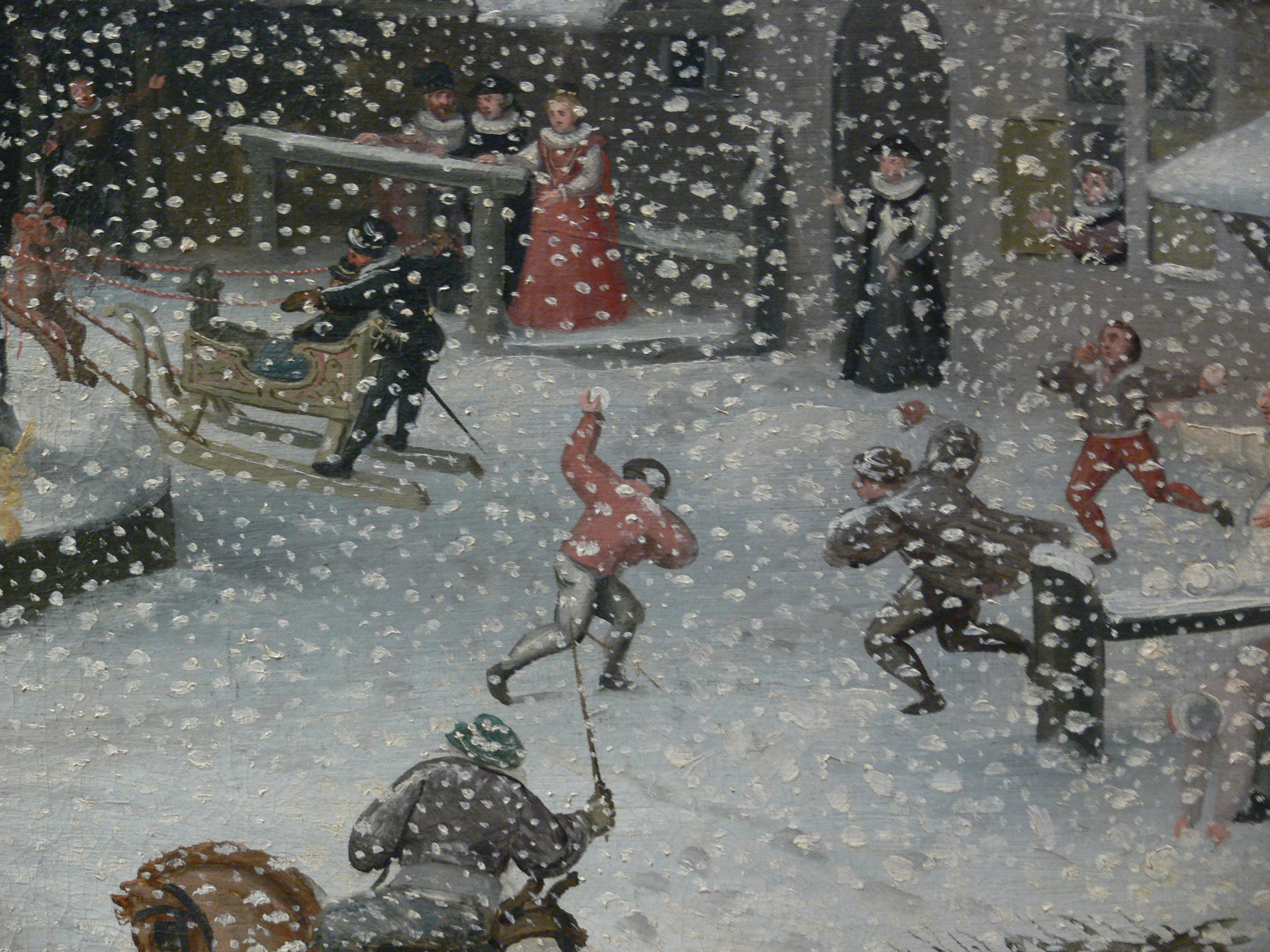
Tableau par Lucas van Valckenborch.
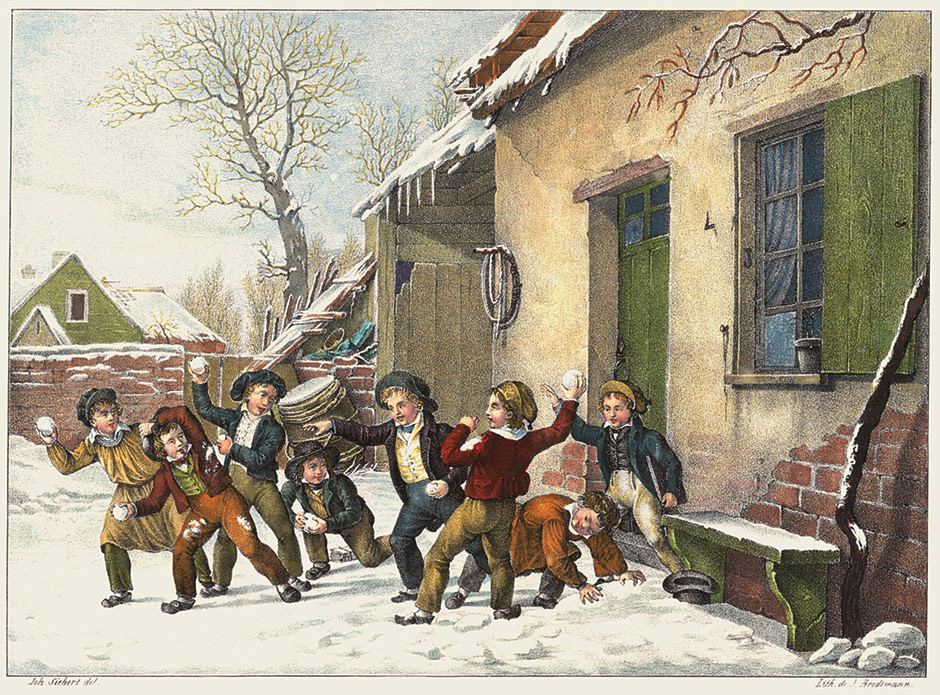
Tableau par Karl Joseph Brodtmann (en).
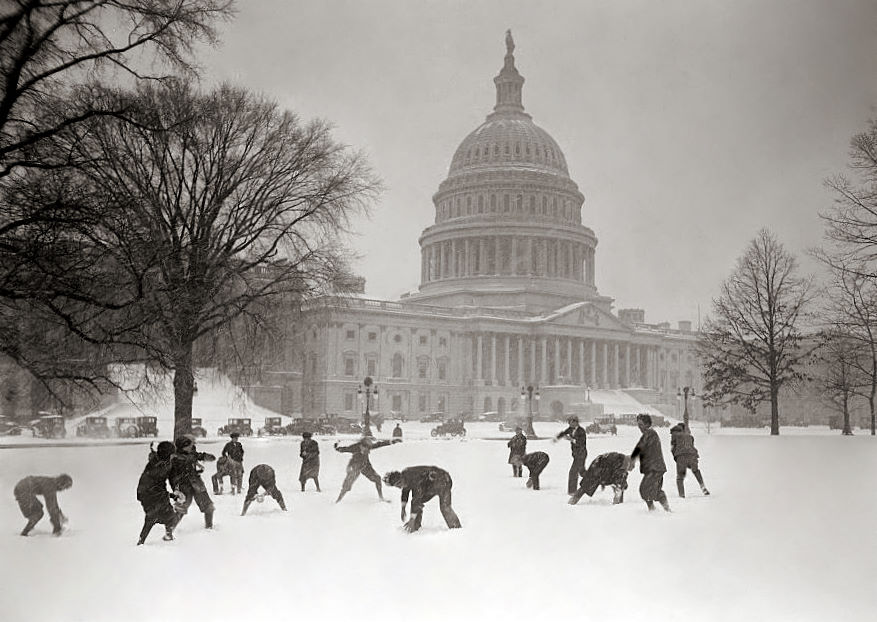
Bataille de boules de neige devant le Sénat américain en 1925.